# Пчаны
Пчаны (укр. Пчани) — село в Жидачовской городской общине Стрыйского района Львовской области Украины.
Население по переписи 2001 года составляло 663 человека. Занимает площадь 1,71 км². Почтовый индекс — 81736. Телефонный код — 3239.